# Analytisk thomism
Analytisk thomism är en filosofisk rörelse som söker förena thomismen och den moderna analytiska filosofin. Termen myntades under mitten av 1990-talet av den skotska filosofen John Haldane, som även är en av rörelsens ledande förespråkare.
Den moderna återupptäckten av Thomas av Aquino kan spåras till påve Leo XIII:s encyklika Aeterni Patris från 1879. Under första halvan av 1900-talet hörsammades påvens uppmaning av de franska akademikerna Etienne Gilson och Jacques Maritain, vilka båda kom att vinna många anhängare; Martain deltog till exempel i utformningen av FN:s allmänna deklaration om de mänskliga rättigheterna. Denna strömning kallas som regel nythomism.
Under mitten av 1900-talet kom thomismen i kontakt med den analytiska filosofin genom Elizabeth Anscombes, Peter Geachs, och Anthony Kennys arbeten; de båda förra var Ludwig Wittgensteins studenter. Anscombe och andra, som Alasdair MacIntyre, Philippa Foot, och John Finnis kan i stort sett tillskrivas skälet att dygdetiken återupprättats samt för det förnyade intresset för naturrätten. Båda dessa fält har utstakats av Thomas.